# Dame von Auxerre

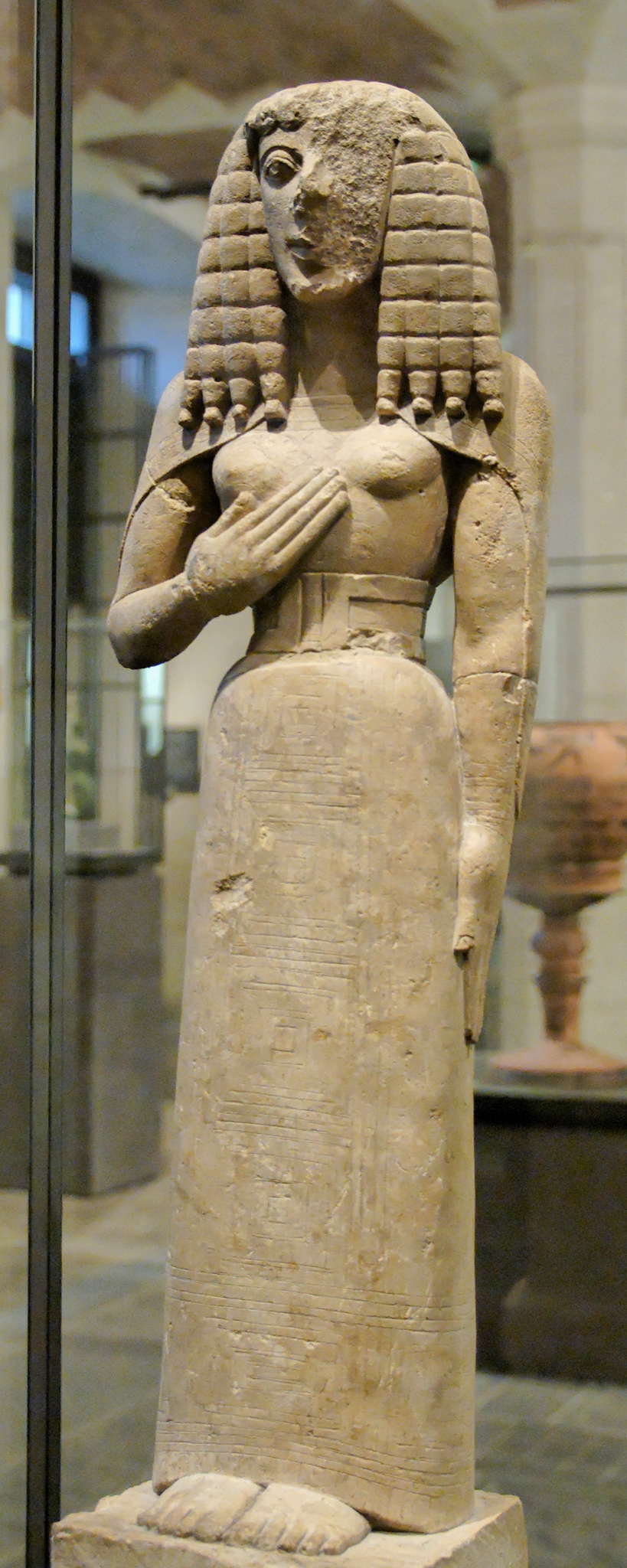
Dame von Auxerre, Louvre, Paris (Ma 3098)

Die Dame von Auxerre, auch Kore von Auxerre, ist eine Statuette der griechischen Kunst früharchaischer Zeit aus Kalkstein. Die etwa im 3. Viertel des 7. Jahrhunderts v. Chr. gefertigte Skulptur befindet sich seit 1909 unter der Inventarnummer Ma 3098 im Pariser Louvre.

## Auffindung
Die Statuette wurde 1907 im Depot des örtlichen Musée Saint-Germain von Auxerre entdeckt, ihre Bedeutung schnell erkannt. Im Jahr 1909 wurde die Dame von Auxerre im Tausch gegen ein Gemälde des Landschaftsmalers Henri-Joseph Harpignies durch den Louvre erworben. Dort zählt sie seither zu den bedeutendsten Exponaten antiker Kunst. Wie sie in das Museum von Auxerre gelangte, ist weitgehend ungeklärt. Die Recherchen von Claude Rolley ergaben, dass sie vermutlich aus der Sammlung eines Kunstliebhabers namens Edouard Bourgoin stammte. Ein Jahr nach dessen Tod kam sie 1895 in den Besitz eines Louis David, der sie als Theaterrequisite benutzte. Aus seinem Besitz muss sie unter ungeklärten Umständen in die Bestände des Museums überführt worden sein, wo sie ohne Inventarisierung gelagert wurde. Dort entdeckte der französische Archäologe Maxime Collignon im Jahr 1907 die Figur, die er im Jahr darauf vorläufig publizierte.

## Erhaltungszustand und Maße
Die Statuette ist inklusive Plinthe 75 Zentimeter, ohne Plinthe 65 Zentimeter hoch. Die Grundfläche der quadratischen, nicht ganz würfelförmigen Plinthe beträgt 16,5 × 16,5 Zentimeter. Im Gegensatz zur geglätteten Oberfläche der Skulptur sind an der Plinthe die Reste einer groben Pickung erhalten. Die Statuette ist aus feinkristallinem Kalkstein gefertigt und war in drei Teile zerbrochen:
1. Unterkörper bis zum unteren Rand des Gürtels,
2. Oberkörper samt linken Oberarm und rechter Hand,
3. rechter Arm.

Die Fragmente wurden im Louvre wieder zusammengesetzt. Die linke Gesichtshälfte der Statuette, die darüber hinaus nur oberflächliche Bestoßungen aufweist, ist abgeschlagen. Rote Farbreste der einstigen Bemalung sind erhalten.

## Beschreibung

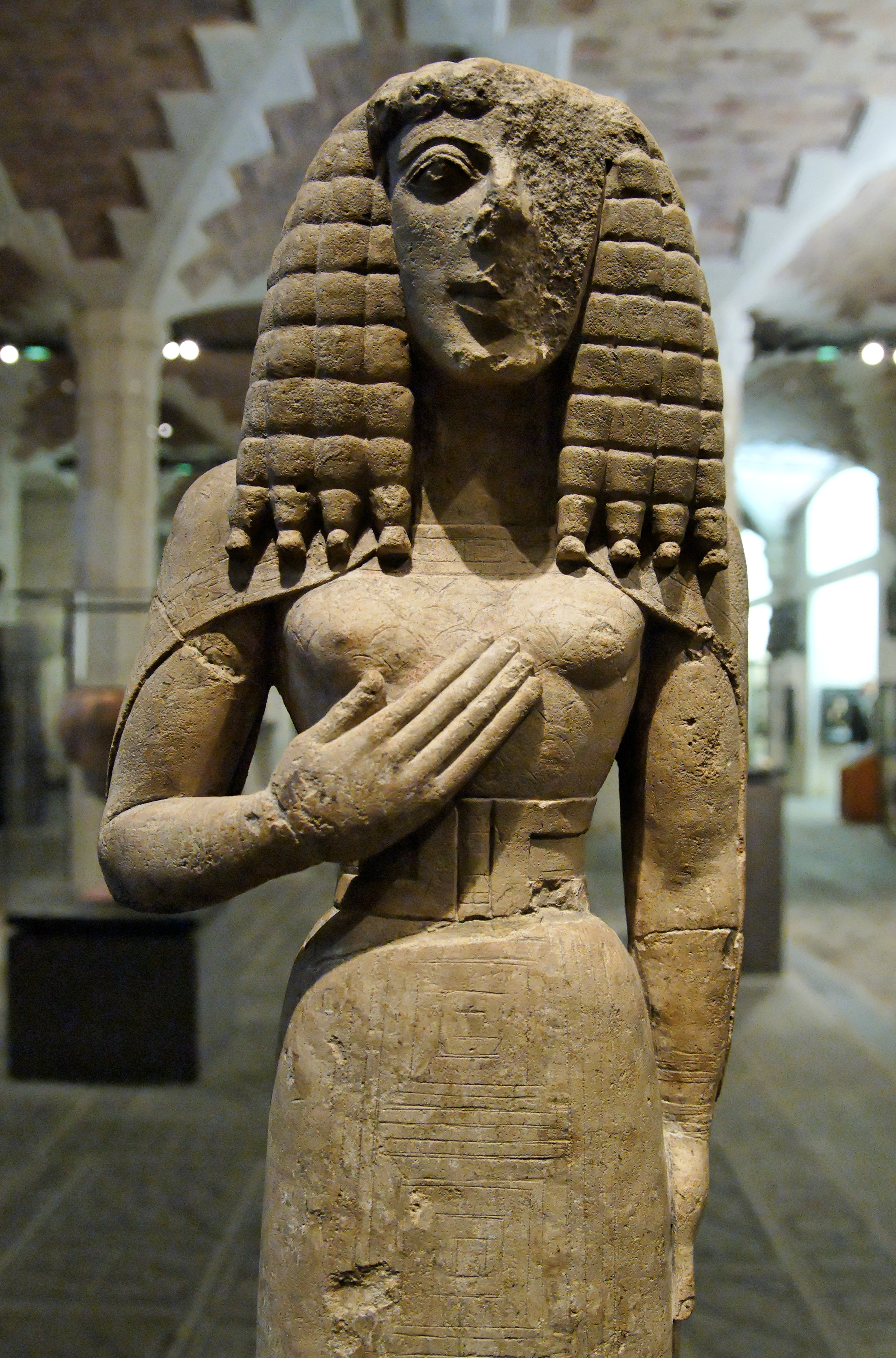
Dame von Auxerre (Detailansicht)

Dargestellt ist eine ruhig aufrechtstehende, weibliche Gestalt. Sie steht mit geschlossenen Beinen, die nebeneinander gestellten Füße ruhen auf der vermutlich ursprünglich in eine Basis eingelassenen Plinthe. Ihr linker Arm hängt gerade herab, die Linke liegt mit gestreckten Fingern flach am Oberschenkel auf. Die Finger der rechten Hand sind mittig vor die Brust geführt, der rechte Arm ist angewinkelt. Das U-förmige Gesicht mit seinen nach vorn blickenden Augen ist gerahmt von breit angelegten Perlsträhnen. Die Haare verteilen sich auf dem höchsten Punkt der Kalotte radial, fallen zu je vier Strähnen über die Schultern weit auf die Brust und bedecken auch den oberen Teil des Rückens. Kleine Buckellocken begrenzen die flache Stirn, die Ohren sind von den seitlich nach vorn geführten Strähnen bedeckt. Das markante Kinn ist durch eine zurückschwingende Vertiefung vom breiten Mund getrennt. Die Mundwinkel der scharf gezeichneten Lippen sind zaghaft nach oben gezogen, ein archaisches Lächeln bestenfalls angedeutet. Die runden Augäpfel treten hervor und werden von mandelförmig ausgeführten Lidern gerahmt.
Gekleidet ist die Dargestellte in einen langen Chiton, der bis zur Plinthe fällt, dort leicht ausgestellt aufliegt und nur ihre Fußspitzen unbedeckt lässt. Der Chiton schmiegt sich der Körperform an, die sich darunter als leichte Wölbung abzeichnet. Der Chiton ist in der Taille bis zum Brustkorbansatz breit gegürtet. Die Schultern bedeckt ein Epiblema genanntes, nur umgeworfenes Obergewand. Es ist vor der Brust angeheftet und bedeckt auch die Außenseite der Arme: links bis zu den Handgelenken, rechts bis zum Ellbogen. Am Rücken, den eine Vertiefung im Bereich der Wirbelsäule strukturiert, ist es unter den Gürtel geführt.
Einst farbig ausgemalte Ritzmuster bereichern die Darstellung der Gewänder. Ineinander geschachtelte Quadrate zieren den Chiton im Bereich des Unterkörpers als herabfallende Mittelborte, aber auch umlaufend am unteren Stoffende. Das Oberteil ist mit einem Schuppenmuster versehen. Die Ränder des Epiblema und der obere Saum des Chiton unterhalb des Halses zeigen Mäanderornamente. Eingeritzte Armreife umspielen beide Unterarme oberhalb der Handgelenke.
In knapper, scharfer Rundung wird der gestreckte, säulenförmige Unterkörper zur stark eingezogenen Taille vermittelt. In der Profilansicht tritt das Gesäß raumgreifend hervor. Dreiecksförmig wächst der kurze, breitschultige Oberkörper mit seinen kleinen, festen Brüsten aus der Taille. Die ausladende Horizontale der Schultern wird durch die horizontalen Einschnürungen der Perlsträhnen und die streng waagrechte Anordnung der Stirnlocken noch betont.
Von der ehemaligen Farbgebung der Skulptur zeugen Reste roter Bemalung in den einst geschützteren Bereichen zwischen den frei gearbeiteten Armen und dem Oberkörper. Die an einem Gipsabguss an der Universität Cambridge umgesetzte Rekonstruktion zur Farbigkeit kann sich hingegen nicht auf weitere Befunde an der Dame von Auxerre selbst stützen, sondern wurde in Analogie zu besser erhaltenen Beispielen antiker Polychromie entwickelt.

## Deutung, Herkunft und Datierung

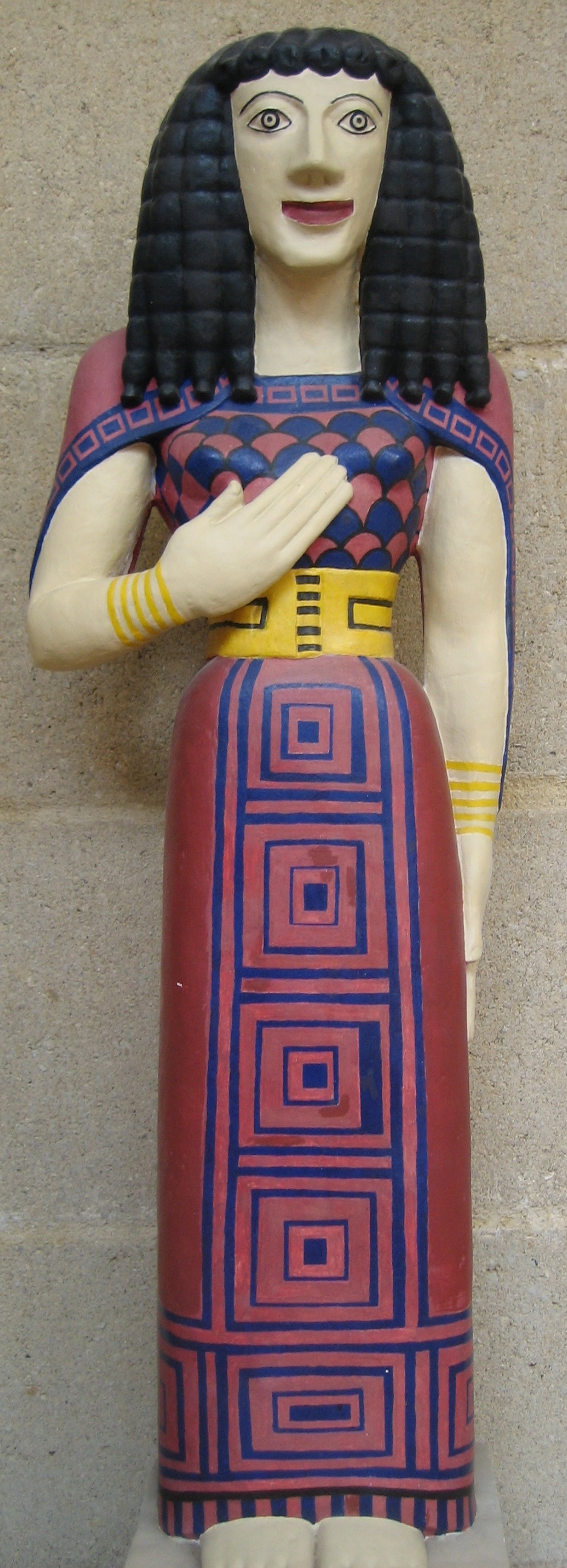
Rekonstruktion der Dame von Auxerre, Universität Cambridge

Die Statuette selbst weist keinerlei Attribute auf, die ihre Deutung nahelegen. Verpflichtet ist sie einem Statuentypus, der in der Klassischen Archäologie als Kore (altgriechisch κόρη kórē, deutsch ‚Mädchen‘) angesprochen wird. Die Frage, ob es sich bei der Dargestellten um eine Göttin oder um eine Sterbliche, mithin eine Adorantin handelt, ist damit aber nicht beantwortet: Koren konnten je nach Aufstellungszusammenhang als Göttinnen, Votivgaben oder Grabstatuen aufgefasst werden. Ohne Hinweise auf einen ursprünglichen Aufstellungsort zu haben, sprach sie Maxime Collignon wegen der fehlenden Attribute als Adorantin an, während sie für Josef Floren  eindeutig die Darstellung einer Göttin ist.
Verbunden mit der Frage der Aufstellung sind die Fragen nach ihrer Datierung und Herkunft. Früh bereits wurde aufgrund stilistischer Untersuchungen ihre zeitliche Abhängigkeit von der um 660 v. Chr. geschaffenen Statue der Nikandre erkannt. Diese und weitere Statuen vertreten eine als „dädalisch“ angesprochene Stilphase innerhalb der frühen archaischen Kunst, die allgemeiner auch als orientalisierende Periode bezeichnet wird. Besonders verbreitet war die „dädalische“ Plastik auf Kreta, vertreten etwa durch die „Göttin von Prinias“ oder die „Göttin von Astritsi“. All dies führte zu einer allgemein akzeptierten Datierung der Statuette in die Jahre 650–625 v. Chr. Entsprechend wird die Dame von Auxerre meist in einen kretischen Kontext gestellt, gleichwohl vielfach abweichende Meinungen vertreten wurden.
Zu den Zeugnissen, die früh schon als Vergleich herangezogen wurden, zählte der Oberkörper einer Kore, die in Eleutherna gefunden worden war. Der Neufund einer ebenfalls vergleichbaren Kore aus Eleutherna in den 1990er-Jahren leitete eine Neubewertung der Dame von Auxerre ein, deren Herkunft aus Eleutherna nun auf breite Akzeptanz trifft. Der sepulkrale Fundzusammenhang der neuerlich gefundenen Kore in Eleutherna führt zur Interpretation der Dame von Auxerre als Grabstatue, die zum Gedenken an eine Angehörige der lokalen Oberschicht in Eleutherna errichtet wurde.

Vergleichsstücke
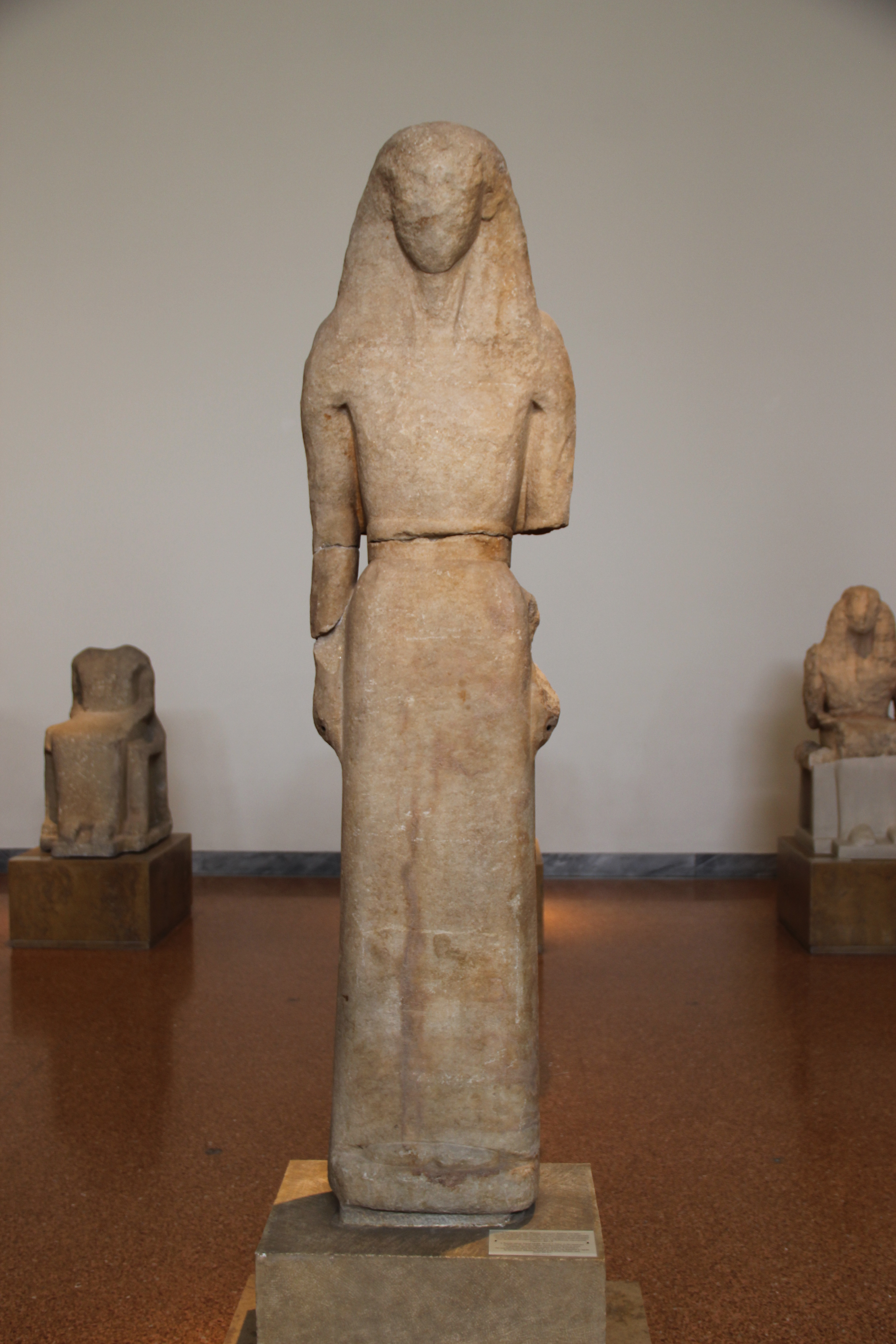
Statue der Nikandre
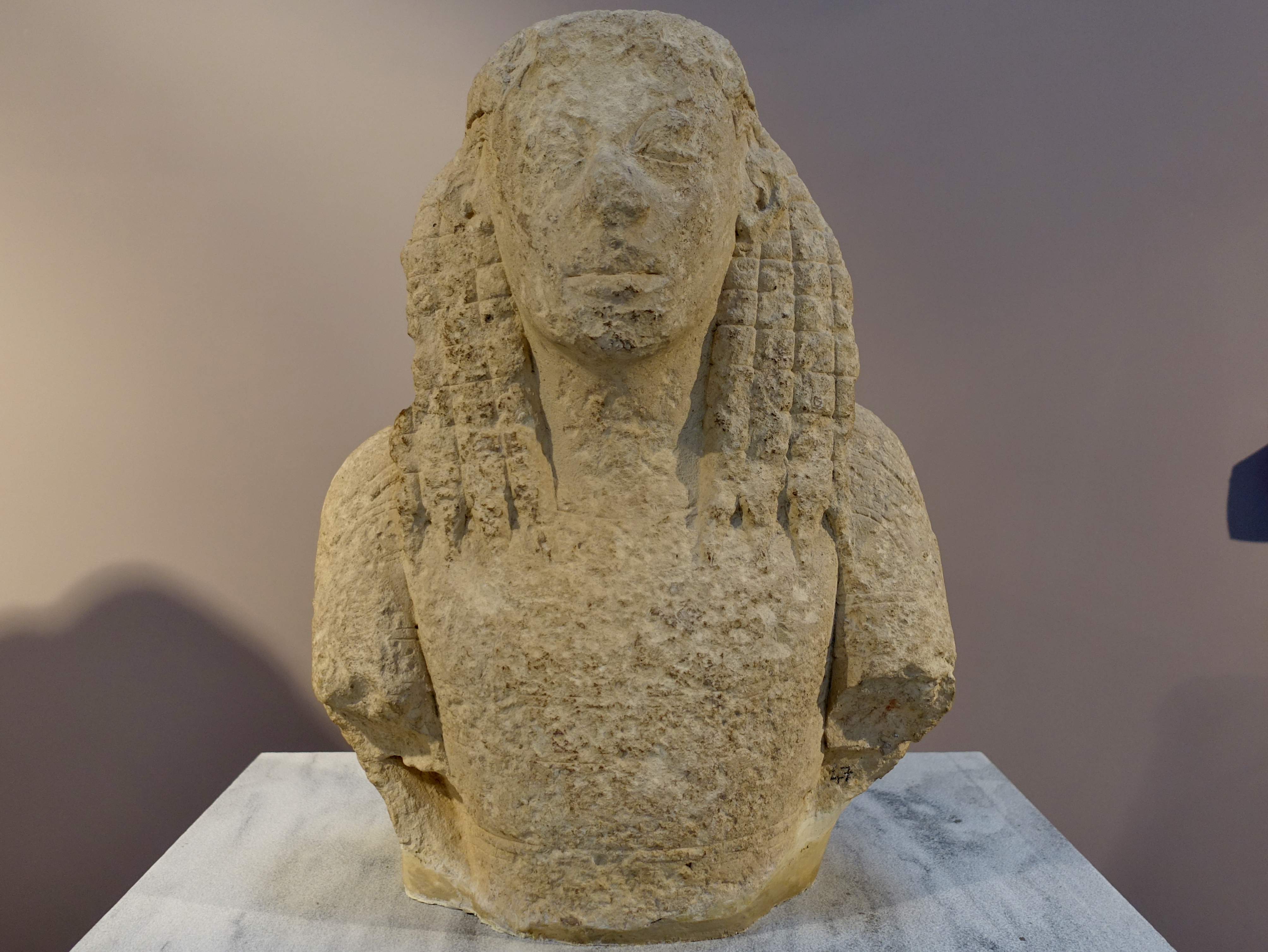
Kore aus Eleutherna (Altfund)
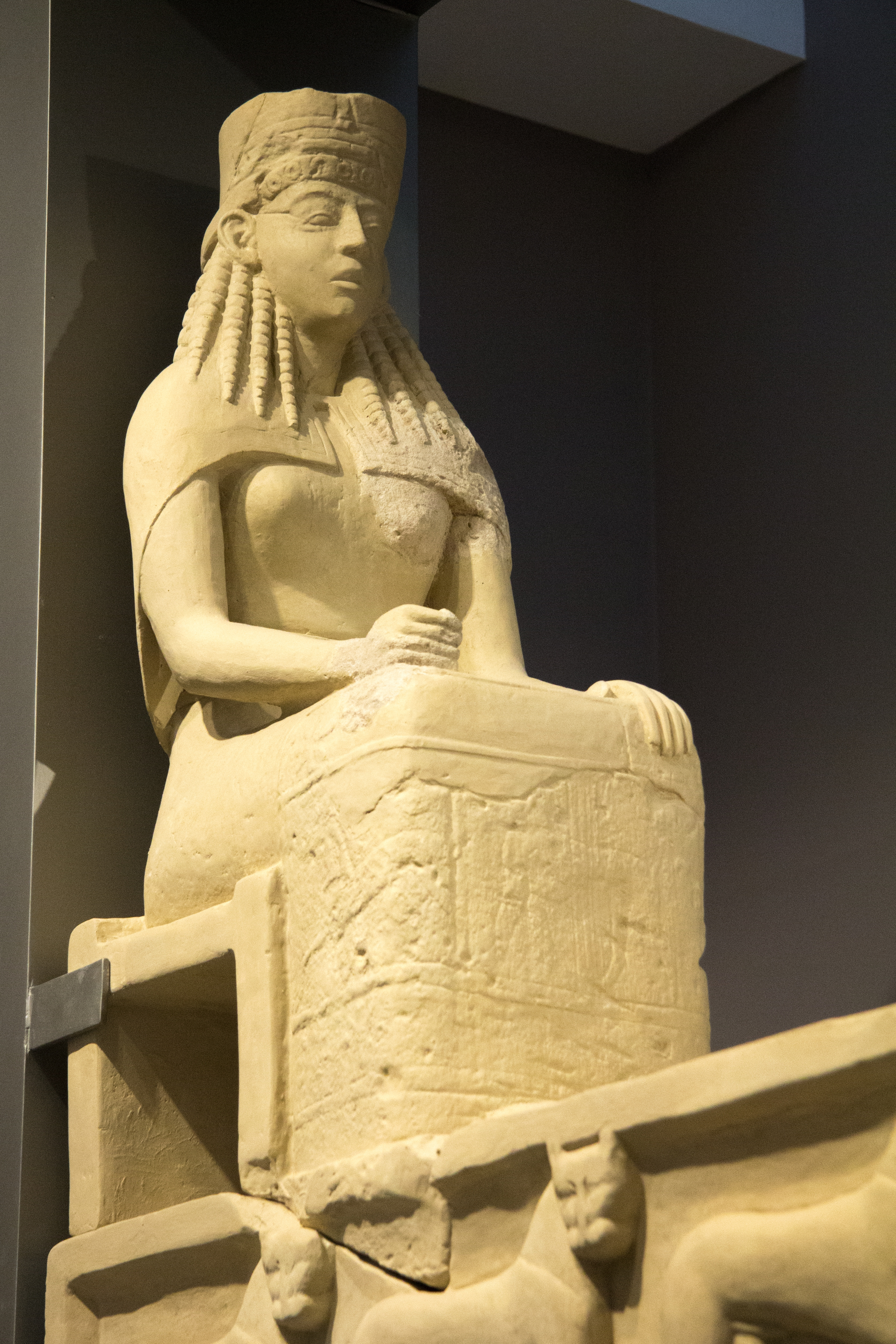
„Göttin aus Prinias“